# VTOC
VTOC （Volume Table of Contents、ブイトック）とは、メインフレームなどで磁気ディスク装置などのボリューム内のデータセットの位置情報などを記録したもの、ないしその領域である。

## 概要
各ボリュームごとに作成され、そのボリュームに配置されるデータセットの位置情報、容量、権限などを記録する。
VTOCを利用するオペレーティングシステムの例を示す。
- IBM
  - MVS系（OS/360、MVS）、MVS/XA、MVS/ESA、OS/390、z/OS）
  - VSE系（DOS/360、DOS/VS、DOS/VSE、VSE/ESA、z/VSE）
- 日本電気
  - ACOS-4
  - ACOS-2

MVS系の場合は、ユーティリティのICKDSFで作成する。